# Кали (оружие)
Кали (фидж. Cali) или Сали и Тебетебе — боевая палица, короткодревковое ударно-дробящее холодное оружие племен острова Фиджи.

## Описание
Кали представляет из себя палицу-клевец. Состоит из круглой расширяющейся рукояти и ударно-боевой части в виде выступа, характерного для боевых дубинок народов Фиджи. Отличается от гаты тем, что не расширяется на ударно-боевой части и имеет более выраженный «клюв».  Её длина от 80 до 100 см. Нижний конец древка имеет закругленную форму. Рукоять иногда украшается материей или обматывается разноцветными верёвками.
В основном дубинку производят из цельного бруска железного дерева или других деревьев твердых пород.
Кали используется этническими группами островов Фиджи не только как оружие, но и во время ритуальных церемоний и танцев.